# دوري آيسلندا الممتاز 1924
دوري آيسلندا الممتاز 1924 (بالآيسلندية: Efsta deild karla í knattspyrnu 1924) هو الموسم 13 من  دوري آيسلندا الممتاز. كان عدد الأندية المشاركة فيه  4، وفاز فيه نادي فيكينغور.